# Fons Jurgens
Alphons (Fons) Gozewijn Antoon Jurgens (Eindhoven, 1 augustus 1969) is een Nederlands bestuurder. Hij is algemeen directeur bij de Efteling sinds 17 april 2014.

## Carrière
Jurgens vervulde sinds 1995 meerdere functies bij de Efteling. Jurgens was van 2008 tot 2011 directeur operationele zaken, en werd daarna commercieel directeur en lid van de raad van bestuur, verantwoordelijk voor alle commerciële activiteiten binnen de Efteling. Op 10 december 2013 werd bekend dat hij Bart de Boer ging opvolgen als algemeen directeur.

### Nevenactiviteiten
Sinds juli 2016 is Jurgens commissaris in de raad van commissarissen van zorginstelling Fundis. Sinds juni 2022 werd hij – nadat er enige ophef was ontstaan over zijn benoeming vanwege het daarmee niet voldoen aan het verplichte vrouwenquotum – commissaris in de RvC van SnowWorld.

## Privéleven
Jurgens is getrouwd en heeft drie kinderen.